# Rick Davies
Richard Davies, detto Rick (Swindon, 22 luglio 1944), è un musicista britannico, conosciuto per essere il fondatore e tastierista della band Supertramp.
Davies è l'unico membro dei Supertramp che è stato sempre presente nel gruppo, e ha composto molti dei loro successi, come "Goodbye Stranger", "Bloody Well Right", "My Kind of Lady" e "Cannonball". È conosciuto per le sue composizioni progressive rock influenzate in maniera sofisticata da blues e jazz e per i suoi testi cinici.
A partire dal 1971, con Indelibly Stamped, Davies divide le parti vocali soliste con il compagno di band Roger Hodgson, fino al 1983, anno in cui Roger lascia la band e Rick resta unico cantante nel gruppo. La voce di Davies ha un carattere molto più mascolino rispetto a quella di Hodgson, e di solito impiega un registro da baritono in completo contrasto con il registro da tenore del compagno di band. Comunque occasionalmente canta in falsetto, che ricorda vagamente la voce di Hodgson, come in "Goodbye Stranger" e in "My Kind of Lady".
Nel gruppo suona anche l'armonica.

## Giovinezza
Richard Davies nasce a Swindon nel 1944 da Betty e Dick Davies. Betty era una parrucchiera e aveva un salone, mentre Dick era un commerciante per la marina, che morì nel 1973. Rick frequentò la Sanford Street School e, secondo la madre Betty, "l'unica materia in cui andava bene era Musica."
I primi vagiti musicali furono all'età di otto anni, quando i suoi genitori gli diedero un radiogramma di seconda mano comprendente alcuni dischi lasciati dal proprietario precedente. Tra questi vi era Drummin' Man del leggendario batterista Gene Krupa che, per dirlo con le parole di Davies, "mi colpì come un fulmine. Devo averlo ascoltato 2000 volte". Un amico di famiglia fece per Rick una batteria improvvisata utilizzando una scatola di biscotti, e all'età di 12 anni Davies si unì alla British Railways Staff Association Brass and Silver Jubilee Band come suonatore di rullante. In una intervista del 2002 ha detto: "Da bambino ero solito ascoltare i tamburi marciare lungo le strade in Inghilterra, nella mia città natale, era un suono fantastico per me. Poi ho avuto dei tamburi e ho preso lezioni. Ero molto serio riguardo alla cosa... Pensavo che se fossi riuscito a farlo - Intendo un vero batterista, leggendo la musica e suonando con le big band, con le rock band, classica, latina, e sapere quello che stavo per fare - mi sarei chiesto se la mia vita fosse già impostata. Alla fine ho cominciato a giocherellare con le tastiere, e per qualche ragione sembrava che le cose andassero meglio rispetto a come andavano con la batteria. Quindi pensai che fare quello a cui le persone reagiscono."
Davies non prese mai lezioni di tastiera, ma secondo Betty Davies "imparò da solo la maggior parte delle cose che sa sulla musica".
Dal 1959, la sua attenzione fu catturata dal rock 'n' roll, e si unì a una band chiamata Vince and the Vigilantes. Nel 1962, mentre studiava nel dipartimento di arte allo Swindon College, formò la propria band, chiamata Rick's Blues, suonando un piano elettrico Hohner invece della batteria. Il gruppo incluse per un periodo Gilbert O'Sullivan alla batteria; egli successivamente fu il testimone di nozze al matrimonio di Davies. In una intervista del marzo 1972, O'Sullivan dichiarò che "fu Rick inizialmente a insegnarmi a suonare la batteria e il pianoforte; difatti mi ha insegnato tutto ciò che riguarda la musica." Quando suo padre si ammalò, Davies sciolse i Rick's Blues, lasciò il college e iniziò a lavorare come saldatore alla Square D, una ditta che produceva strumenti e sistemi di controllo industriale e che aveva una fabbrica sulla Cheney Manor Trading Estate a Swindon. Qualsiasi speranza di carriera artistica fu temporaneamente congelata.
Nel 1966 diventò organista nella band The Lonely Ones (conosciuta per essere stata una delle prime band di Noel Redding, anche se Redding non faceva già parte del gruppo quando entrò Davies), i quali poi cambiarono il loro nome in The Joint e registrarono le colonne sonore per dei film tedeschi. Successivamente confessò che mentì circa le sue abilità per poter entrare nel gruppo, ammettendo in realtà di non saper suonare l'organo all'epoca. Mentre il gruppo era a Monaco, Davies incontrò il milionario danese Stanley August Miesegaes, che si offrì di finanziarlo se avesse formato un nuovo gruppo.

## Supertramp
Davies decise di formare un nuovo gruppo e rientrò a casa dalla Svizzera per mettere un annuncio nella rivista musicale Melody Maker nell'agosto 1969. Roger Hodgson fu ascoltato e, nonostante le loro origini contrastanti - l'educazione della classe operaia di Davies e l'istruzione scolastica esclusiva di Hodgson - iniziarono subito un rapporto lavorativo e cominciarono a scrivere virtualmente tutte le loro canzoni assieme. Il gruppo inizialmente fu chiamato Daddy, ma poi fu rinominato Supertramp nel gennaio 1970.
I Supertramp divennero uno dei primi gruppi a firmare con l'emergente A&M Records e alla fine dell'estate del 1969 avevano registrato il loro primo album, chiamato semplicemente Supertramp. Hodgson eseguì la maggior parte delle parti vocali soliste, ma dal loro secondo album Indelibly Stamped, Davies intensificò la presenza come cantante, e lui e Hodgson condividevano le parti vocali in maniera equa.
Dopo cinque anni con Davies e Hodgson come pilastri di un gruppo in continua evoluzione, finalmente si formò una formazione stabile e registrarono Crime of the Century, pubblicato nel 1974, che li portò al successo di critica e pubblico raggiungendo la quarta posizione nella classifica inglese. Nonostante i loro singoli godessero solo di un moderato successo, i loro album erano sempre in posizioni alte delle classifiche. Il rapporto di Davies con Hodgson cominciò a deteriorarsi e i due ripresero a scrivere la maggior parte delle loro canzoni separatamente, anche se decisero che esse sarebbero comunque state accreditate a Davies/Hodgson, come da contratto.
Nel 1977 il gruppo si trasferì negli Stati Uniti, e lì registrarono il loro album più venduto, Breakfast in America. Con più singoli di successo rispetto ai loro primi cinque album, raggiunse la terza posizione nel Regno Unito e la prima posizione in America. Si stima che l'album abbia venduto oltre 20 milioni di copie dalla sua uscita il 29 marzo 1979.
Nel 1983, Hodgson lasciò il gruppo. Il rapporto di Davies con lui si indebolì fino quasi a non esistere, e l'ultimo successo del gruppo prima dell'abbandono di Hodgson, "My Kind of Lady", lo vede poco coinvolto sia come compositore sia come musicista. Il brano è una vetrina per l'estensione vocale di Davies, che canta tutte le parti, da un basso a un falsetto penetrante alla sua voce roca da baritono. Con Davies saldamente al timone, i Supertramp tornarono ad un approccio più progressive e meno commerciale. La band continuò ad andare in tour e a registrare per altri cinque anni prima di sciogliersi, con un accordo reciproco tra i membri che i Supertramp avevano fatto il loro corso.
Nel 1997, durante i lavori per quello che avrebbe dovuto essere il suo primo album da solista, Davies decise di riformare i Supertramp. Il gruppo prontamente ritornò a registrare e ad andare in tour, realizzando altri due album in studio prima di sciogliersi nuovamente. Si sono riuniti nel 2010 per il loro tour 70-10.

## Vita privata
Davies ha sposato sua moglie Sue (che è stata il manager dei Supertramp dal 1984) nel 1977.
La madre di Rick è deceduta alla fine del 2008 in una casa di cura a Stratton St. Margaret; Davies viaggiava da casa sua ogni Natale a farle visita. Il suo ultimo viaggio è stato nel 2009 per organizzare una festa in memoria di sua madre.
Davies è il proprietario della Rick Davies Productions, che è titolare dei diritti delle registrazioni dei Supertramp.
Il 4 agosto 2015 ha annunciato di doversi sottoporre a cure mediche per combattere un mieloma multiplo, problema che ha portato all'annullamento del tour in programma a novembre-dicembre 2015
Il 28 e 29 Agosto 2018, il 1 Giugno 2019, ed il 10 Giugno 2022, torna ad esibirsi dal vivo alla Stephen Talkhouse di Amagansett a New York con la band "Ricky and the Rockets" per un concerto dedicato al blues con qualche pezzo speciale dell'era Supertramp.